# Montse Miralles i Brugués
Montse Miralles i Brugués   (Barcelona, 23 de març de 1956 - Barcelona, 13 de març de 2024) va ser una actriu i directora catalana.
Originària del barri del Clot, va començar la seva trajectòria com a actriu de teatre. Ha actuat en obres com Testimoni de càrrec, Somni de la nit de Sant Joan, L'auca del senyor Esteve o El violinista sobre el tejado, entre d'altres. En televisió, ha participat en sèries com Cuéntame cómo pasó, Com si fos ahir, La que se avecina, Hospital Central, Ventdelplà o Doctor Caparrós, medicina general. Alhora, ha format part de pel·lícules Tros, El cadàver d'Anna Fritz, Capa Negra o El retaule del flautista.
Pel que fa al doblatge, va interpretar Victoria Principal en català en el paper de Pam Ewing a la telenovel·la estatunidenca Dallas, Kate Jackson en el paper protagonista de la sèrie L'espantaocells i la senyora King i Marilyn Monroe a la pel·lícula Ningú no és perfecte. A més, va participar en el doblatge de les sèries Ràdio Cincinnati, Perry Mason, en el paper de Della Street interpretat per Barbara Hale, i de L'escurçó negre, posant la veu a Miranda Richardson com a reina Elisabet I. També va posar veu a actrius com Kathleen Turner, Sofia Loren, Deborah Kerr, Kim Basinger, Barbra Streisand, Madonna, Helen Hunt, Andréa Ferréol o Ava Gardner, Els primers doblatges van ser en castellà en pel·lícules com La dona del tinent francès o Airplane II: The Sequel.
Va començar a dirigir doblatge amb 26 anys. Entre les adaptacions que va dirigir es troben pel·lícules com El Padrí, Allò que el vent s'endugué i Casablanca, on alhora interpreta Ingrid Bergman com a Ilsa Lund. També va dirigir el doblatge al català de la sèrie Tenko.
Els darrers anys de vida, residia a Sant Andreu de Palomar. El 13 de març de 2024 va morir a l'edat de 67 anys.